# WISE 0647-6232
WISE 0647-6232 (= WISE J064723.23-623235.5) is een bruine dwerg met een spectraalklasse van Y1. De ster bevindt zich 38,95 lichtjaar van de zon.